# 建設工事に係る資材の再資源化等に関する法律
建設工事に係る資材の再資源化等に関する法律（けんせつこうじにかかるしざいのさいしげんかとうにかんするほうりつ、平成12年（2000年）5月31日法律第104号）は、建設・建築資材のリサイクル等について定めた法律。略称、建設リサイクル法、建設資材リサイクル法。2000年11月30日、2001年5月30日に一部が施行され、2002年5月30日に完全施行された。

## 所管官庁
次の各省庁の共管。なお、国会では建設委員会で審議された。
- 国土交通省総合政策局公共事業企画調整課インフラ情報・環境企画室[1]
- 環境省環境再生・資源循環局廃棄物適正処理推進課
- 農林水産省農村振興局整備部設計課[2]
- 林野庁林政部林産課
- 経済産業省イノベーション・環境局資源循環経済課

## 目的
この法律は、特定の建設資材について、その分別解体等及び再資源化等を促進するための措置を講ずるとともに、解体工事業者について登録制度を実施すること等により、再生資源の十分な利用及び廃棄物の減量等を通じて、資源の有効な利用の確保及び廃棄物の適正な処理を図り、もって生活環境の保全及び国民経済の健全な発展に寄与することを目的（第1条）としている。

## 内容
建設リサイクルに係る基本方針に関する事項、建設工事の受注者による建築物等の分別解体等及び再資源化等の義務付け、及び受注者、発注者及び行政によるその実施を確保するための措置、並びに解体工事業者の登録制度を規定している。

## 構成
- 第1章　総則（第1条・第2条）
- 第2章　基本方針等（第3条-第8条）
- 第3章　分別解体等の実施（第9条-第15条）
- 第4章　再資源化等の実施（第16条-第20条）
- 第5章　解体工事業（第21条-第37条）
- 第6章　雑則（第38条-第47条）
- 第7章　罰則（第48条-第53条）
- 附則

## 対象となる建設廃棄物
- 特定建設資材
  - 建設発生木材 - 木質ボード、木材チップ等
  - コンクリート塊 - 路盤材、骨材、プレキャスト板等
  - アスファルト・コンクリート塊 - 再生加熱アスファルト混合物、路盤材等
  - コンクリート及び鉄から成る建設資材